# 鄭國順
鄭國順（1946年1月2日—），台灣數學家、教育工作者，前國立中正大學、吳鳳技術學院（今吳鳳科技大學）教授兼校長。屏東縣高樹鄉人。
國立屏東高級中學畢業後於1968年在國立台灣大學物理學系得學士學位後到美國留學，在紐約州立大學石溪分校得到博士學位，博士指導教授是楊振寧。
學成後回台，在新竹市國立交通大學教書，1977年升正教授，1980年創辦交通大學應用數學研究所。
後應林清江邀請，到新的國立中正大學（嘉義縣民雄鄉）創辦應用數學研究所。
2001年起到吳鳳技術學院，2006年後轉往南華大學、大同大學。

## 學術行政職務（教授兼）
在交通大學歷任兼應用數學系主任、兼應用數學研究所所長、兼理學院院長。
在中正大學歷任兼應用數學研究所所長、兼教務長，1997年當選校長，2000年卸任。
2001年到2006年間是吳鳳技術學院校長。

## 政府職務
1996年到1997年間，擔任台灣中華民國教育部顧問室主任。
2000年到2004年間，擔任台灣中華民國總統府國策顧問（無給職）。
2000年到2002年間，以國策顧問兼總統府科技諮詢委員會基礎科學組召集人。

## 政治參與
2000年台灣總統大選期間，他在3月中應李遠哲邀請，參加李遠哲任首席顧問的助選團體國政顧問團，公開支持當時的民主進步黨候選人陳水扁。
2004年5月14日，他與柏楊、許文彬（起草人）、林明德、杜文正、柴松林、陳錫淇、楊思勤、蔡仲伯、葛敦華、戴勝通10人共同連署1份《國是建言書》。

## 外部連結
- 吳鳳技術學院介紹鄭國順 （页面存档备份，存于）
- 鄭國順在大同大學網頁 （页面存档备份，存于）

| 教育職務                           | 教育職務                                           | 教育職務                           |
| ---------------------------------- | -------------------------------------------------- | ---------------------------------- |
| 中正大學                           |                                                    |                                    |
| 前任： 張真誠（代理） 正任：林清江 | 中正大學校長 第二任 1997年10月21日－2000年10月20日 | 繼任： 王茂齡（代理） 正任：羅仁權 |